# Franz de Paula Adam von Waldstein
Franz de Paula Adam Norbert Wenzel Ludwig Valentin von Waldstein (Viena, 14 de fevereiro de 1759 – 24 de maio de 1823) foi um militar, explorador e naturalista alemão.